# Semanatorismo
El semanatorismo (o Semănătorismul en rumano) es una corriente ideológica y literaria constituida a principios de siglo  XX alrededor de la revista Sămănătorul (1901-1910). La aparición de este movimiento ha contribuido al aumento del interés manifestado en ese período sobre los problemas relativos al pueblo y el campo, los cuales se encontraban en una profunda crisis, marcada por los continuos levantamientos populares que culminaron con el Levantamiento de 1907. El principal teórico de este movimiento fue Nicolae Iorga. Él fue capaz de asimilar las preocupaciones más antiguas, las definió, sintetizó y teorizó, haciendo críticas sobre ciertos aspectos de la sociedad y marcando un foco de atención sobre la necesidad de culturizar a la población rural. La posición crítica se conforma del valor otorgado a las tradiciones históricas y folclóricas, de los valores nacionales, de la lucha por la liberación nacional, etc. Nicolae Iorga consideró la obra de Alexandru Vlahuță la mejor representación del semanatorismo.

## Aparición
El 2 de diciembre de 1901 aparece en Bucarest el primer número de la revista Sămănătorul, bajo la dirección de George Coșbuc y Alexandru Vlahuță.

## Etimología
El término semanatorismo proviene del nombre de la revista Sămănătorul (El Sembrador), en cuyas páginas aparecían las poesías de los sembradores: la poesía de Alexandru Vlahuță Semănătorul (El sembrador) y la poesía de George Coșbuc, de mismo título, aparecida el 2 de diciembre de 1901 . El término de sămănătorism (semanatorismo) es una palabra que deriva del verbo "a  sămăna" (sembrar) - de lo que se debe entender que los representantes de este movimiento "siembran" sus concepciones en el ámbito rural. 

## Etapas
- 1901–1902: la revista es dirigida por George Coșbuc y Alexandru Vlahuță. En el primer número aparece el artículo Primeras conversaciones, escrito probablemente por Alexandru Vlahuță, en el cual se queja del  desprecio que hay hacia los valores rumanos y haciendo un llamamiento a los escritores para volver a las antiguas tradiciones de la literatura rumana en nuevas obras.

- 1903–1905: la revista pasa a ser dirigida por un comité, ya que los directores se retiraron. Publica on Agârbiceanu, Mihail Sadoveanu y Ștefan Octavian Iosif.

- 1905–1906: frente al liderazgo de la revista se pone Nicolae Iorga, el cual hace una defensa del movimiento como parte de la tradición literaria rumana, expandiendo la cultura a todos los niveles de la sociedad, rechazando al mismo tiempo el modernismo y la influencia de la poesía francesa.

- 1907–1910: después de la renuncia de Nicolae Iorga, se suceden para la dirección de la revista varios comités y directores hasta 1910, momento en el que se ve desprovista de público y combatida por otros grupos y ya no puede mantenerse su publicación a pesar de todos los esfuerzos.

## Características
La ideología de la agrupación contiene una mezcla de diversos puntos de vista de la revista La Dacia literaria, claves del pensamiento sociopolítico derivado de la literatura de Eminescu, de las formas literarias sin trasfondo, todas relacionadas con los temas socioculturales de la época y vinculado al nombre de dos movimientos fundamentales: el levantamiento de la población rural a través de la cultura y La unión.
Las principales características distintivas de este movimiento literario son:
- paseismo (del fr. passer – pasar): el retorno hacia el pasado, hacia las crónicas y hacia la historia, la resistencia a las transformaciones, tanto sobre plan literario como también en el arte (la petrificación en las formas consagradas, el horror frente a novedad). El interés para el pasado está prestado de romanticismo, de que se apropie la antítesis con el presente;

- idilismo (preferencia por la renovación artística de los pueblos, falso embellecimiento de la vida): tienen una auténtica devoción por un modelo de pueblo regido por el patriarcado, porque nada iguala las virtudes de la población rural. En la prosa aparecen inocentes enredos amorosos. Aquí se manifiesta una actitud en contra del pensamiento de las ciudades y su oposición: adinerado arrendador de familia de un diferente origen geográfico como un rasgo de la tragedia;

- sentimiento de desarraigo, el cual invade a cualquiera que se aventura a migrar a la ciudad, olvidándose de sus orígenes. El desarraigo es considerado una causa de inadaptación y fracaso;

- predilección por escenas fuertes, violentas, para los personajes dominados por los instintos, de una impulsividad desbordante, rozando la bestialidad, las cuales parecen más bien taras biológicas;

- "lucha por la lengua rumana" (Nicolae Iorga): la escritura en o lengua comprendida por todas las clases, "para dejar de sentirnos extraños en nuestro propio país”. El problema del uso de la lengua rumana se convierte en un aspecto de "răscolire”, un levantamiento esperitual (expresión prestada de Iorga de Eminescu).

## Representantes
Ningún escritor remarcable ha sido íntegramente semanatorista, de modo que se puede hablar, más bien, de colaboradores como Alexandru Vlahuță, George Coșbuc, Duiliu Zamfirescu, Ștefan Octavian Iosif, Emil Gârleanu, Ion Agârbiceanu, en su primera fase y Mihail Sadoveanu o Liviu Rebreanu.

## Publicaciones semanatoristas
- Sămănătorul
- Făt-Frumos